# Mariental (Baja Sajonia)
Mariental es un municipio situado en el distrito de Helmstedt, en el estado federado de Baja Sajonia (Alemania), a una altitud de 140 metros. Su población a finales de 2016 era de unos 830 habitantes y su densidad poblacional, 130 hab/km².
Se encuentra ubicado a poca distancia al oeste del estado de Sajonia-Anhalt.